# Johan Håkansson
Johan Håkansson (latinizzato in Johannes Haquini; ... – 9 febbraio 1432) è stato un arcivescovo cattolico svedese, Arcivescovo di Uppsala dal 1421 fino alla sua morte.

## Biografia
Le prime attività di cui si è a conoscenza riguardano il lavoro di insegnante a Söderköping e l'attività di canonico a Linköping. Nel 1411 entrò all'abbazia di Vadstena. Nel 1418 si recò a Roma per svolgere un'importante commissione e tornò in patria nel 1420.
Nel 1421 Jöns Gerekesson, Arcivescovo di Uppsala, primate della Chiesa di Svezia, lasciò la sua carica. Eric di Pomerania, il sovrano svedese, scelse Johan Håkansson fra tre candidati.
La sua esperienza monacale segnò la sua opera arcivescovile. Permise che i membri del clero fossero esentati dalle tasse e fece costruire un palazzo permanente per il primate di Svezia, distrutta durante la guerra di liberazione di Gustavo Vasa nel 1522.